# نيمو (مغني)
نيمو ميتلر (من مواليد 3 أغسطس 1999) هو مغني راب سويسري يعزف على الكمان والبيانو والطبل. والمعروف باسم نيمو، يعتبر أول لاثنائي يمثل سويسرا في مسابقة الأغنية الأوروبية 2024 بأغنية "The Code". من خلال الفوز في المسابقة، وأعطى سويسرا فوزها الأول منذ عام 1988 وكان أول فنان لاثنائي يفوز بالمسابقة.